# Watervervuiling

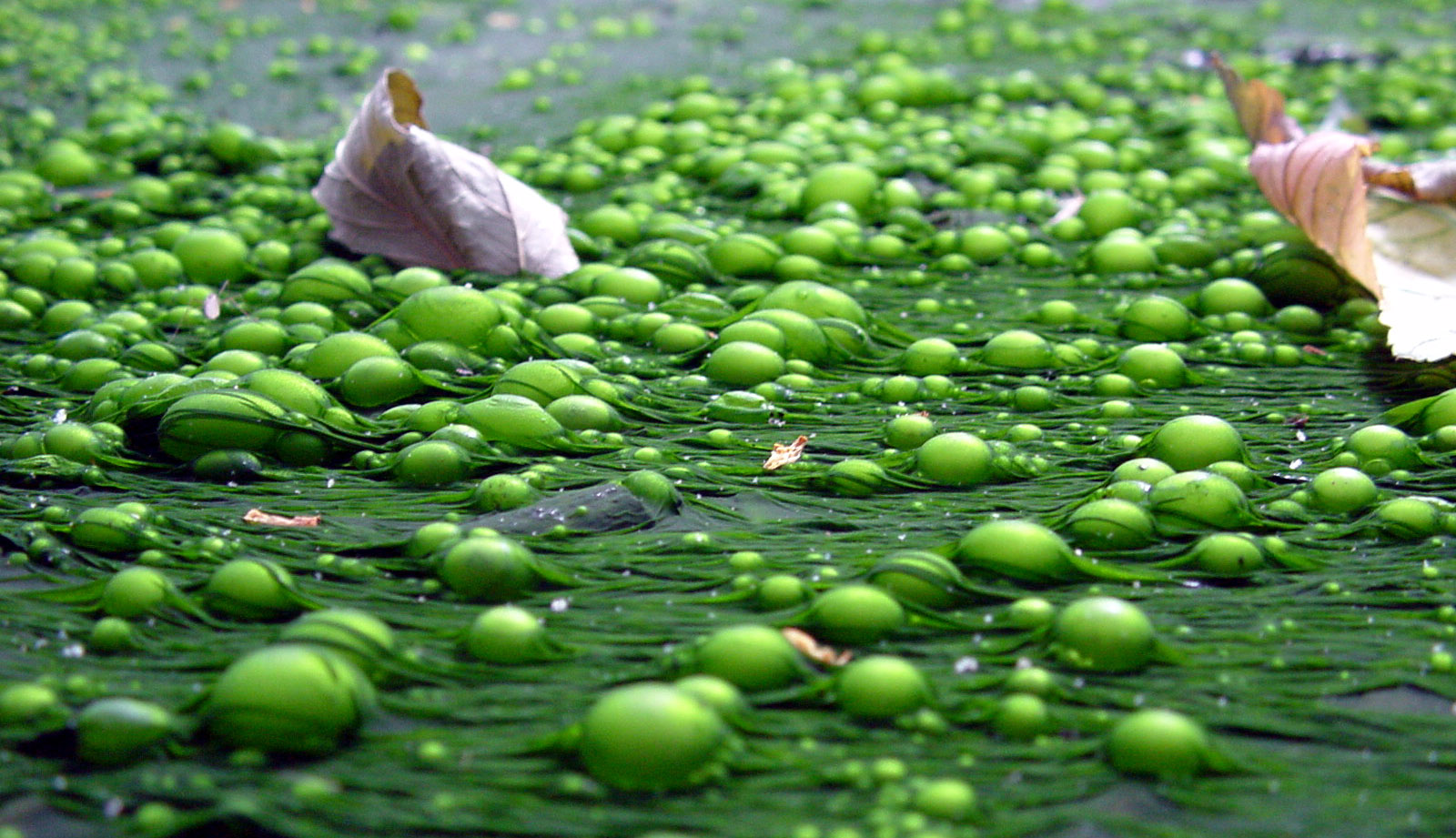
Eutrofiëring van oppervlaktewater kan algenbloei of een uitbraak van botulisme veroorzaken bij warm weer

Watervervuiling omvat alle menselijke of natuurlijke activiteiten die de kwaliteit van oppervlaktewater of grondwater in negatieve zin aantasten.

## Definitie
Onder watervervuiling wordt verstaan, een verandering in de kwaliteit van het water met een schadelijk effect voor mensen, dieren of planten die met het water in contact komen. Watervervuiling kan schadelijk zijn voor de gezondheid van mens en dier of zelfs fataal aflopen. Verontreinigd water is niet meer geschikt als drinkwater en bijvoorbeeld niet of minder geschikt als zwemwater of viswater. Wereldwijd is watervervuiling een van de hoofdoorzaken die kunnen leiden tot fysieke waterschaarste.
De term watervervuiling wordt meestal gerelateerd aan de mens maar kan ook van natuurlijke aard zijn. Soms vindt vervuiling plaats door erosie van stoffen uit de rotsen in de ondergrond, of door erosie na hevige regenval.

### Zoetwatervervuiling
Veel ecosystemen zijn afhankelijk van zoetwater. De vervuiling heeft tot gevolg dat organismen die erin voorkomen bedreigd worden of verdwijnen. Ook zorgt vervuiling ervoor dat het steeds moeilijker en duurder wordt om schoon drinkwater te winnen voor menselijk gebruik.
Rivieren, meren en andere zoete wateren kunnen worden vervuild door menselijke activiteiten, onder meer in de landbouw, industrie en huishoudens. Soms is de vervuiling afkomstig uit andere landen, soms is ze het resultaat van binnenlandse activiteiten.
Wanneer bij regenbuien veel regenwater toekomt in gemengde rioleringsstelsels, kan het gebeuren dat ongezuiverd afvalwater via een overstort geloosd wordt in het oppervlaktewater. In 2000 gebeurde dit in Nederland 15.500 keer.

### Zeewatervervuiling

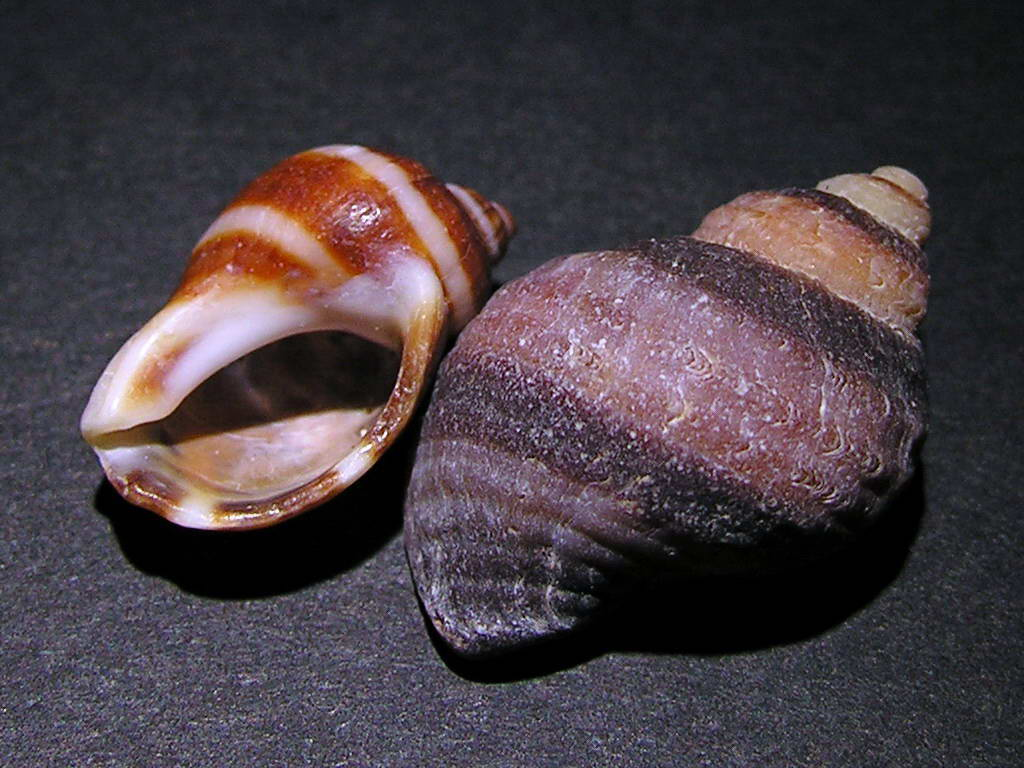
Purperslak (Nucella lapillus)

In de zee verdunt vervuiling zich relatief snel, maar kan met name op drukke scheepvaartroutes het milieu verstoren. Een voorbeeld is de purperslak (Nucella lapillus), die wordt gebruikt als ecologische indicatorsoort en is daarmee een graadmeter voor het functioneren van de Noordzee. De populaties zijn sterk achteruitgegaan als gevolg van (in België en Nederland inmiddels verboden) tinhoudende verf op schepen. Tributyltinhydride in dergelijke verf veroorzaakt een verstoring van de hormonen in verschillende zeeslakken wat 'imposex' tot gevolg heeft. Hierbij veranderen de vrouwelijke geslachtsorganen in mannelijke geslachtsorganen, waardoor de slakken zich niet meer kunnen voortplanten.
Een uitzondering wat betreft verdunning is olie, dat niet snel oplost en lange tijd als een film op het water blijft drijven. Bij olierampen kan een olievlek die aanspoelt op de kust veel schade aan de flora en fauna veroorzaken.
Een ander probleem is het niet vergaan van plastic, waardoor de hoeveelheid steeds aangroeit en er dode zones in de zee ontstaan met veel plastic afval. Dit fenomeen in de Grote Oceaan wordt de plasticsoep genoemd.

## Historisch perspectief
In het midden van de 19e eeuw ontstond voor het eerst het besef dat het lozen van afvalwater zonder enige vorm van zuivering schadelijk was. Stank, niet voor consumptie geschikt te maken oppervlaktewater en de verspreiding van ziektes leidden tot de aanleg van rioleringen en de eerste zuiveringsinstallaties. Het oudste riool ligt in Maastricht en dateert uit 1852. Na de choleraepidemie van 1866, met 21.000 doden, werden de rioolstelsels in Rotterdam en Maastricht verbeterd. In 1930 kwam de aanleg van stadsrioleringen op grote schaal op gang. En met name gemeenten bouwden de eerste werken waarin afvalwater werd gezuiverd voordat het op oppervlaktewater werd geloosd.

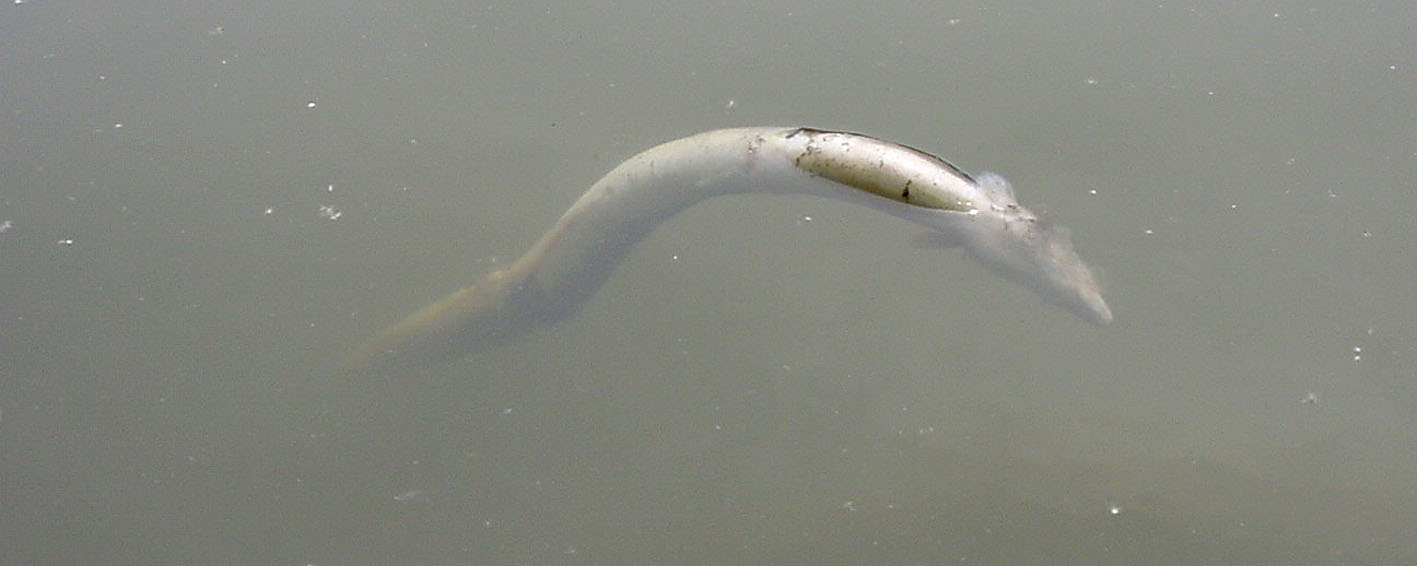
Watervervuiling kan leiden tot vissterfte, hier een dode paling (Anguilla anguilla).

In de loop van de twintigste eeuw nam de watervervuiling van het oppervlaktewater in Europa desondanks heel ernstige vormen aan. Vooral na de Tweede Wereldoorlog werd het gevaarlijk om in rivieren en meren te zwemmen en de vissterfte nam zienderogen toe. Op rivieren dreef schuim en het water stonk soms ondraaglijk. In 1970 trad in Nederland de Wet verontreiniging oppervlaktewateren (WVO) in werking. Er kwamen zuiveringsschappen, de vervuiler moest gaan betalen en de industrie moest lozingsvergunningen aanvragen. Waterschappen bouwden rioolwaterzuiveringsinstallaties om het afvalwater van huishoudens en bedrijven te zuiveren. Tegelijkertijd werd het lozen van allerlei zware metalen, PAKs (polycyclische aromatische koolwaterstoffen) en stikstof- en fosfaatverbindingen aan banden gelegd. Een belangrijke internationale stap was het Rijnactieprogramma (1978), met als doel dat er in 2000 weer zalm in de Rijn zou zwemmen als graadmeter voor de gewenste verbetering van de waterkwaliteit.
Alle maatregelen zorgden ervoor dat het oppervlaktewater in de 25 jaar daarna geleidelijk aan schoner werd. Door industriële lozingen in het stroomgebied van Rijn en Maas aan vergunningen te binden is de vervuiling van het rivierwater flink teruggedrongen. De huidige natuurkwaliteit van de zoete en zoute wateren ligt op circa 40-50% van het niveau van de vervuiling rond 1950 (bron: Milieubalans 2004, RIVM).
Sinds 1990 zit er weer zalm in de Rijn, al is het vergeleken met vroeger nog mondjesmaat. Tot begin 2003 zijn er aanwijsbaar meer dan 1900 volwassen zalmen teruggekeerd in de Rijn en zijn zijrivieren. Omdat niet alle zalmen bij hun terugkeer geteld kunnen worden, zal het werkelijke aantal teruggekeerde zalmen duidelijk hoger liggen. Bij de vistrap bij Iffezheim, die midden 2000 in gebruik werd genomen, werden tot 2004 286 zalmen en meer dan 1000 zeeforellen geregistreerd. Dat zijn nog aanzienlijk minder dan de kwart miljoen zalmen die in 1885 in de Rijn werden gevangen. De populatie is nog niet stabiel. Er is nog een lange weg te gaan voordat er in de Rijn weer een zalmpopulatie is die zich voortplant.

## Vervuilingsbronnen
Watervervuiling ontstaat door de lozing van vervuild water of afvalwater. Er zijn twee soorten bronnen: 'puntbronnen' en 'diffuse bronnen'. Puntbronnen verontreinigen het water op een specifieke locatie, bijvoorbeeld een pijpleiding van een fabriek of een riool dat uitmondt op het oppervlaktewater. Diffuse bronnen zijn verontreinigingen die verspreid en indirect in het oppervlaktewater, in het grondwater of in rioolstelsels belanden, zoals vanuit de landbouw (meststoffen, chemische bestrijdingsmiddelen), de bebouwde omgeving, het weg- en railverkeer, de recreatievaart en de huishoudens. De bestrijding van watervervuiling door diffuse bronnen is erg lastig omdat moeilijk een veroorzaker aangewezen kan worden.

## Soorten vervuilende stoffen
Er zijn heel wat verschillende soorten chemische stoffen die worden gezien als verontreiniging. Het kan gaan van simpele atomen tot ingewikkelde moleculen. Ze worden opgesplitst in verschillende klassen en hebben hun eigen manier om in het milieu terecht te komen en hebben ook elk hun eigen gevaren.

### Belangrijkste verontreinigingen
Er zijn verschillende klassen:
- Stoffen die ziekten kunnen opwekken: bacteriën, virussen en eencelligen die in het riool en in afval voorkomen.
- Zuurstofverbruikende verontreinigingen: deze worden verteerd door micro-organismen, maar hebben hiervoor in het water opgelost zuurstofgas voor nodig. Bij een teveel aan deze stoffen, kan zuurstofgasopname door het water niet meer op tegen het zuurstofverbruik door de micro-organismen waardoor nagenoeg alle zuurstof uit het water kan verdwijnen en andere organismen zoals vissen sterven.
- Anorganische vervuilingen die in water oplosbaar zijn. Voorbeelden hiervan zijn zuren, zouten en metalen (zie hieronder). Ook voedingsstoffen vervuilen het water. Door bepaalde stoffen in het water zoals bv. nitraten en fosfaten gaan algen en waterplanten groeien, ook hierdoor verdwijnt de zuurstof uit het water. Dit zorgt voor vissterfte.
- Grof inert materiaal dat al dan niet drijft, zoals olie, plastic en pesticiden.
- Fijn zwevend materiaal dat licht tegenhoudt.

### Organische verontreinigingen
Deze bestaan meestal uit ketens van koolstof. Moleculen die zijn opgebouwd uit koolstof en of koolstof en waterstof zijn apolair en zijn slecht of niet in water oplosbaar en hebben ook bijna geen elektrische lading. Het gedrag is afhankelijk van hun structuur. 

### Drijfafval

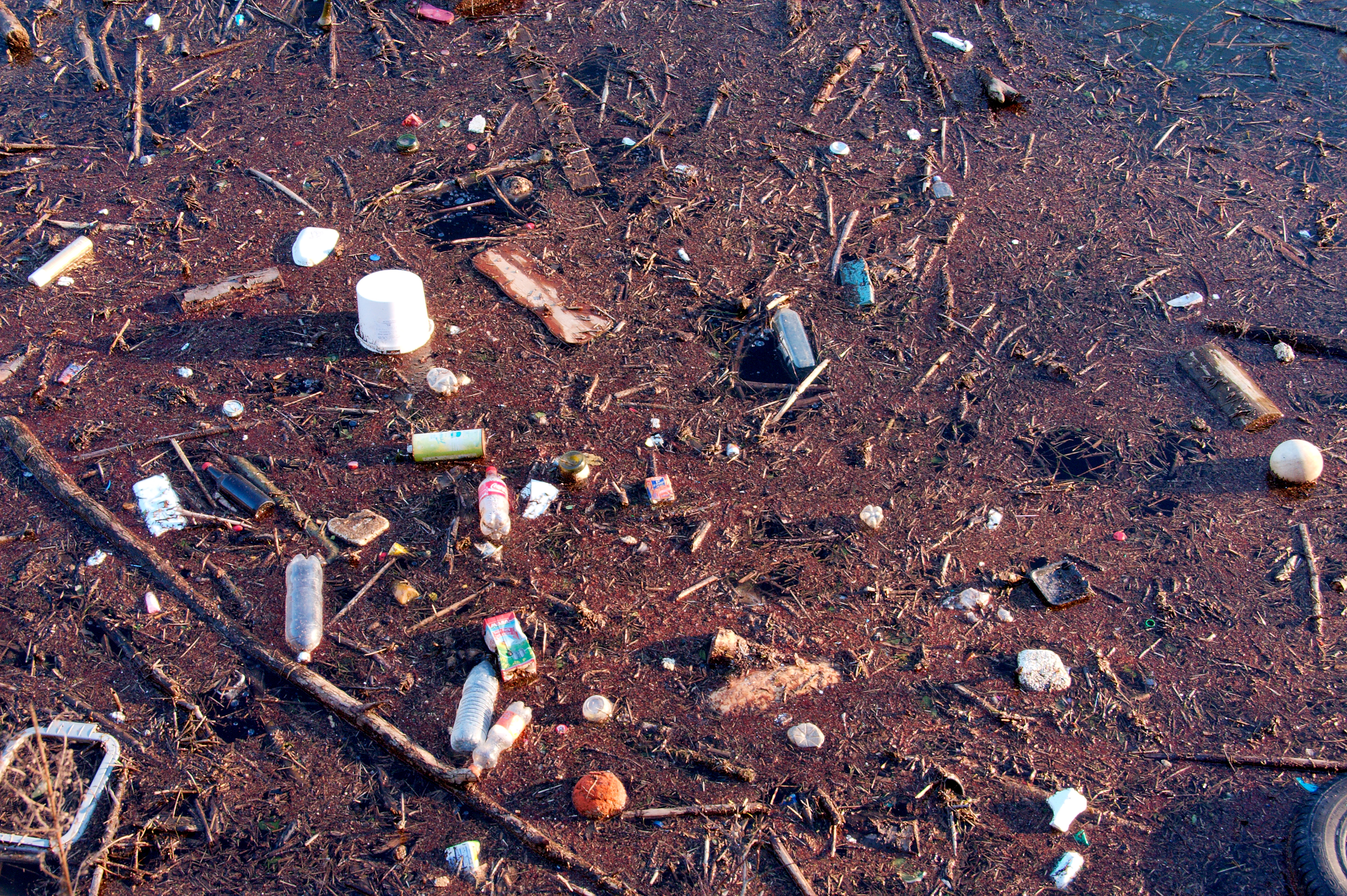
Drijfafval in de Ourthe

Houdt zonlicht tegen en dieren kunnen er in verstrikt raken (netten, plastics).

### Anorganische vervuiling
Sommige vervuilingen zijn niet zo giftig, maar kunnen wel gevaar opleveren voor het milieu als ze intensief gebruikt worden, zoals nitraten en fosfaten. Deze zorgen voor eutrofiëring van het oppervlaktewater, waardoor sterke algenbloei kan ontstaan. Daardoor kan het zuurstofniveau van water zeer sterk dalen omdat de micro-organismen die algen afbreken veel zuurstof verbruiken.

### Metalen

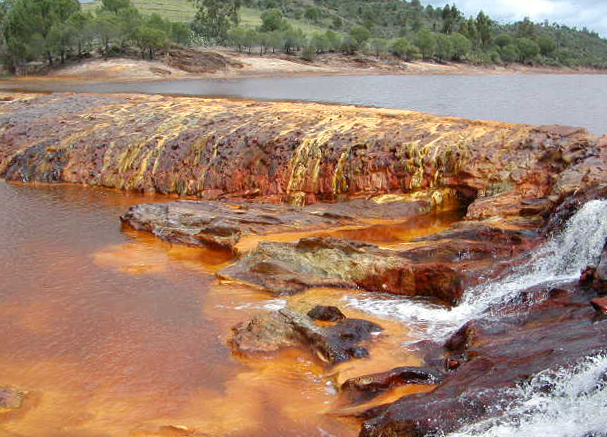
Een met ijzer vervuilde rivier, het ijzer is afkomstig uit ijzerhoudende rotsen en heeft geen menselijke oorzaak.

Metalen zijn natuurlijke stoffen die vrijkomen door het verweren van ertslichamen, waar zij zijn afgezet bij vulkanische uitbraken. Ze kunnen verplaatst worden naar plaatsen waar ze grote schade aan het milieu toe kunnen brengen.
Voorbeelden van metalen zijn lood, zink, mangaan, calcium, kalium en chroom. Ze kunnen in oppervlaktewateren in hun stabiele ionische vorm gevonden worden. Metalen kunnen metalloïden (radicale metalen) vormen en binden zich dan aan organische stoffen om lipofiele stoffen te vormen, waardoor ze bij voorkeur opgenomen worden in de vetvoorraad van dieren en mensen. Metalen met een massadichtheid groter dan 5g/cm³ worden zware metalen genoemd.
Organismen hebben een aantal metalen in beperkte hoeveelheden nodig, deze zijn essentieel voor de gezondheid, bijvoorbeeld als bouwsteen van enzymen. Ook deze essentiële metalen worden in grotere concentraties echter toxisch. Metalen kunnen niet afgebroken worden in minder gevaarlijke onderdelen, omdat ze niet biologisch afbreekbaar zijn. Het enige wat organismen kunnen doen om te voorkomen dat zware metalen schade aan kunnen richten, is deze op te slaan in lichaamsweefsels.

### Bestrijdingsmiddelen
Enkele bestrijdingsmiddelen zijn chemische of natuurlijke stoffen die gebruikt worden tegen onkruid, insecten en schimmels.
Het zijn de enige stoffen die gewild en gepland in het milieu worden gebracht met de bedoeling schade te veroorzaken bij bepaalde organismen. De landbouwsector gebruikt veel bestrijdingsmiddelen. Maar ook huishoudens, industrie en overheidsinstellingen zijn grote gebruikers.

### Medicijnen
Residuen van medicijnen kunnen een grote invloed op het ontvangende water hebben.

### Verzuring
Door de uitstoot van zwaveldioxide (SO2), stikstofoxiden (NO en NO2, samen NOX) en ammoniak (NH3) vormen zich in de lucht zuren (zwavelzuur en salpeterzuur), die via natte neerslag (regen, sneeuw, hagel), droge neerslag (in gasvorm of als neerslagdeeltjes) of als mist terug naar beneden komen.
De term zure regen is misleidend en kan beter niet worden gebruikt. Verzuring treedt namelijk niet alleen op als het regent, ook in droge perioden komen grote hoeveelheden verzurend materiaal op de aarde terecht.

## Opsporing
Waterverontreiniging wordt opgespoord in laboratoria, waar watermonsters op verschillende verontreinigingen geanalyseerd worden. Ook vissen worden gebruikt voor het zoeken naar verontreinigingen. Veranderingen in hun gedrag of groei laten zien of het water waarin zij leven verontreinigd is. Specifieke eigenschappen van deze organismen geven informatie over de soort verontreiniging. De onderzoekers gebruiken ook computermodellen om te zien welke gevaren er in bepaalde rivieren, zeeën of meren aanwezig zijn. Deze gegevens worden ingevoerd in de computer en zo kan men zien of er verontreiniging is of niet.
Verontreiniging heeft ook gevolgen voor de weerkaatsing van verschillende golflengtes van de zonnestraling. Deze gereflecteerde straling wordt vanuit de ruimte gemeten met behulp van MODIS. Om de meetresultaten beter voor het publiek toegankelijk te maken, rekent NASA deze om naar Fowler's Sneaker Depth, die aangeeft tot op welke diepte iemand die met witte sportschoenen op de bodem staat, de neus van zijn schoenen kan zien.

## Europese regelgeving

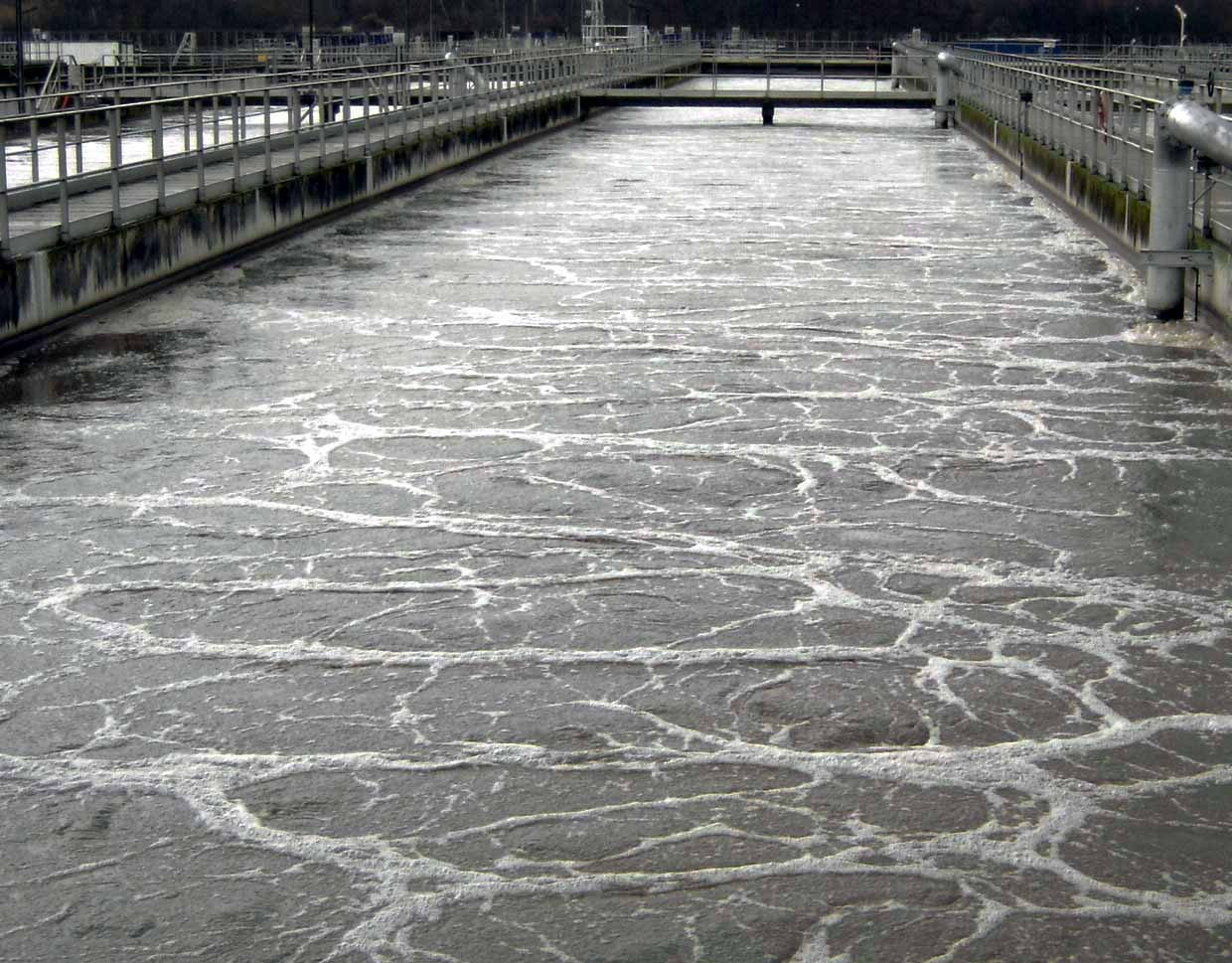
Beluchting van afvalwater in een waterzuiveringsinstallatie zorgt ervoor dat micro-organismen het water schoner kunnen maken.

Sinds eind 2000 is de Europese Kaderrichtlijn Water van kracht. Deze verplicht alle EU-lidstaten ertoe, de kwaliteit van hun oppervlakte- en grondwater in 2015 op orde te brengen. De richtlijn gaat uit van - internationale - stroomgebieden, soms verder samengevoegd tot stroomgebiedsdistricten. Voor Nederland is dat het stroomgebiedsdistrict van de Schelde en het stroomgebied van Maas, Rijn en Eems. Voor Vlaanderen is dat het stroomgebiedsdistrict van de Schelde (waartoe ook het stroomgebied van de IJzer en de Brugse Polders gerekend worden) en het stroomgebied van de Maas. Daarmee is de zorg voor het water per definitie grensoverschrijdend geworden.
De richtlijn bepaalt dat de EU-lidstaten voor elk stroomgebied gezamenlijk actieprogramma’s moeten opstellen waarin alle aspecten van water aan de orde moeten komen. Inwoners van die landen moeten meer bij het waterbeheer betrokken worden en de verschillende Europese wetten op het gebied van water moeten beter op elkaar worden afgestemd. Tot 2009 hadden de lidstaten de tijd om hun eerste maatregelenprogramma’s op te stellen. In beginsel moest in 2015 een ‘goede chemische toestand en een goed ecologisch potentieel of een goede ecologische toestand’ zijn bereikt.
Uit een rapport van het Europees Milieuagentschap uit 2018 bleek dat de waterkwaliteit langzaamaan verbetert.
De grondwaterkwaliteit in de Europese Unie is beter dan die van het oppervlaktewater; bijna 75% van het grondwater is, chemisch gezien, in orde en de nitraatvervuiling is afgenomen. De beoogde doelen voor een goede ecologische en chemische status van het oppervlaktewater worden nog niet gehaald.
Slechts 40% van het oppervlaktewater (vooral rivieren en meren) in de EU is in een goede ecologische toestand, en 38% heeft een goede chemische status. Vooral kwik is nog in te hoge mate aanwezig in het oppervlaktewater.  
In Nederland voldeed in 2018 maar 10% van de wateren aan de norm; als redenen werden onder meer ongezuiverd afvalwater en de landbouwsector genoemd.
In maart 2019 werd bekendgemaakt door de stichting Natuur & Milieu, in samenwerking met het Planbureau voor de Leefomgeving, dat slechts 1% van de Nederlandse wateren voldeed aan de EU-richtlijnen. Vermoed werd dat Nederland met de huidige aanpak de Europese kaderrichtlijn Water (KRW) voor 2027 niet gaat halen. Onder meer doordat de aandacht voor waterbeheersing, zoals het voorkomen van overstromingen, de afgelopen jaren ten koste is gegaan van de aandacht voor waterkwaliteit. Nederland riskeert een boete als de Europese richtlijnen niet gehaald worden. 
Grote bronnen van vervuiling zijn onder meer mest en bestrijdingsmiddelen uit de landbouw en riooloverstorten.

## Waterkwaliteit in Vlaanderen
Zowel de chemische als de biologische kwaliteit van de Vlaamse oppervlaktewateren ging er sinds het begin van de jaren 1990 gevoelig op vooruit. Alle indicatoren evolueren gunstig, met uitzondering van de nitraten. Steeds meer vissoorten komen terug. Ondanks deze opmerkelijke verbetering is het nog slecht gesteld met de waterkwaliteit in Vlaanderen. Slechts op 14% van de meetplaatsen kan de waterkwaliteit als 'aanvaardbaar' of 'niet verontreinigd' worden bestempeld. Ook de natuurlijke structuur van de Vlaamse rivieren is dikwijls aangetast (rechtgetrokken waterlopen, steile oevers, etc). Bovendien zijn de waterbodems in vele rivieren sterk vervuild.
De ongunstige situatie van vandaag heeft veel te maken met het gebrek aan middelen en visie voor waterzuivering in de jaren 1970 en 1980, toen waterzuivering in Vlaanderen nog nauwelijks bestond, het vergunningenbeleid onvoldoende onderbouwd was en de handhaving ondermaats. Bovendien kent Vlaanderen verspreide bebouwing en een gebrekkig, onvolledig uitgebouwd rioleringsnet. Begin jaren 1990 kwam de waterzuivering in een stroomversnelling dankzij een aanzienlijke verruiming van de middelen. Een verdere uitbouw van de waterzuiveringsinfrastructuur moet, samen met een duurzame omgang met water, op termijn resulteren in een behoorlijke verbetering van de waterkwaliteit van de Vlaamse beken en rivieren.